# Lo Chu-yin
Lo Chu-yin (* 2. März 1965) ist eine ehemalige taiwanische Fußballspielerin.

## Karriere
Lo spielte im November 1991 für Mulan in ihrer taiwanischen Heimat. Die Abwehrspielerin stand bei der Weltmeisterschaft 1991 im Kader der Nationalmannschaft, die das Viertelfinale erreichte, und kam auf vier Einsätze gegen Italien (0:5), Deutschland (0:3), Nigeria (2:0) und die Vereinigten Staaten (0:7).